# Logisticus rostratus
Logisticus rostratus är en skalbaggsart som beskrevs av Waterhouse 1878. Logisticus rostratus ingår i släktet Logisticus och familjen långhorningar.
Artens utbredningsområde är Madagaskar. Inga underarter finns listade i Catalogue of Life.